# Бибиков, Иван Фомич
Ива́н Фоми́ч Би́биков (до 1668—после 1721) — русский государственный деятель из рода Бибиковых, стольник, во время следствия над сибирским губернатором князем М. П. Гагариным ведал Сибирскую губернию (1714—1716).

## Биография
Иван Фомич Бибиков — сын дворянина московского Фомы Ивановича Бибикова, Якутского воеводы в 1678—1680 гг.
В сохранившихся Боярских книгах за 1668 и 1676 год указан в чине стольника царицы Натальи Кириловны.
В сохранившихся Боярских книгах за 1677, 1686 и 1692 год указан в чине царского стольника.
С 1678 года жил с отцом в Якутске. После смерти отца 6 марта 1680 года «по челобитью духовенства и всех служилых людей» исполнял обязанности Якутского воеводы до приезда воеводы Ивана Васильевича Приклонского, который назначен в апреле 1680 года, но прибыл в Якутск в начале августа 1681 года.
В 1682 году вернулся в Москву и участвовал в подавлении восстания стрельцов в чине дворянина московского.
В 1686 году участвовал в Крымском походе. 
10 февраля 1707 года назначен надзирать, чтобы торговые люди не ездили в Сибирь через Казань. 
24 февраля 1708 года назначен воеводой в Туринск. В 1709 году послан Петром I в Тобольск для набора солдат.
С 1710 года воевода в Тобольске. В 1712—1716 годах обер-комендант Тобольска.
В 1712 году награждён поместьем за участие в боевых действиях (возможно участвовал в Северной войне).
По именному указу от 7 декабря 1714 года ведал Сибирскую губернию за находившегося под следствием князя М. П. Гагарина. По именному указу от 4 января 1716 года вновь подчинен М. П. Гагарину.
В 1717 году комендант Берёзова. В 1721 вызван в Санкт-Петербург, где участвовал в празднованиях по случаю окончания Северной войны.

## Семья
Сын Иван Иванович Бибиков